# Bailly-le-Franc
Bailly-le-Franc är en kommun i departementet Aube i regionen Grand Est (tidigare regionen Champagne-Ardenne) i nordöstra Frankrike. Kommunen ligger  i kantonen Chavanges som ligger i arrondissementet Bar-sur-Aube. År 2022 hade Bailly-le-Franc 36 invånare.

## Befolkningsutveckling
Antalet invånare i kommunen Bailly-le-Franc
Referens: INSEE